# Broughton (Milton Keynes)
Broughton (wym. [ˈbrɔːtən]) – była wieś w północnej części hrabstwa Buckinghamshire, w Anglii. W 1967 roku została wchłonięta przez nowo powstałe miasto Milton Keynes. Broughton to także civil parish. W 2011 roku civil parish liczyła 2493 mieszkańców. Broughton jest wspomniana w Domesday Book (1086) jako Brotone.